# موشک پایتون
رافائل پایتون خانواده‌ای از موشک‌های هوابه‌هوا (AAMs) است که توسط شرکت اسرائیلی سازندهٔ جنگ‌افزار، سامانه‌های دفاعی پیشرفته رافائل، که سابقاً سازمان توسعهٔ جنگ‌افزار رافائل نام داشت، ساخته شده‌است. این موشک‌ها توسط شرکت مادر، برای مقاصد صادراتی، نام غربی پایتون را به خود اختصاص دادند که با پایتون-۳ در سال ۱۹۷۸ شروع شد. از آن زمان، این سیستم، توسعهٔ بیشتری یافت و موشک‌هایی چون پایتون-۴، پایتون-۵، دربی و همچنین سیستم پیشرفتهٔ دفاع هوایی مبتنی بر زمین موسوم به اسپایدر (SPYDER) تولید شدند. در حال حاضر، این موشک‌ها در خدمت نیروهای مسلح بیش از پانزده کشور از سراسر جهان هستند.

## طراحی و توسعه

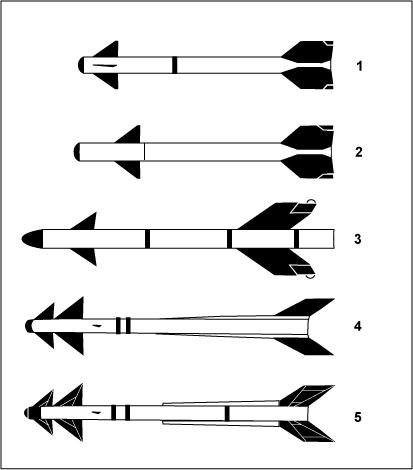
فهرست‌شده از بالا به پایین: شفریر-۱، شفریر-۲، پایتون-۳، پایتون-۴، پایتون-۵.

در دههٔ ۱۹۵۰، نیروی هوایی اسرائیل (IAF) برای ارتقای صنعت دفاعی داخلی و کاهش وابستگی به واردات، الزاماتی را برای یک موشک هوابه‌هوای ساخت داخل ارائه کرد. سازمان توسعه جنگ‌افزار رافائل برای توسعهٔ موشک شفریر، قراردادی را ثبت کرد و این موشک، در سال ۱۹۶۳ با جت‌های میراژ ۳ اسرائیلی وارد وضعیت عملیاتی شد، اما نیروی هوایی از عملکرد آن ناراضی بود و در طول جنگ شش‌روزه، هیچ‌گونه شلیک موفق هوایی با آن حاصل نشد. نسخهٔ بهبودیافتهٔ شفریر، با نام شفریر-۲ در سال ۱۹۷۱ معرفی شد و تبدیل به یکی از موفق‌ترین موشک‌های هوابه‌هوا شد. در طول جنگ یوم کیپور در سال ۱۹۷۳، نیروی هوایی اسرائیل، ۱۷۶ موشک شفریر-۲ را پرتاب و ۸۹ هواپیمای دشمن را منهدم کرد. شفریر-۲ همراه با هواپیماهای ساخت اسرائیل، به کشورهای آمریکای جنوبی صادر شد.
پس از شفریر-۲، موشک‌های جدید ساخت رافائل، نام غربی پایتون را گرفتند. به‌همین دلیل است که موشک بعدی که توسط رافائل در اوایل دههٔ ۱۹۷۰ ساخته شد، پایتون-۳ نام گرفت، اما پایتون-۱ یا پایتون-۲ وجود ندارد (آن‌ها شفریر-۱، شفریر-۲ بودند). پایتون-۳، بُرد و توانایی حملات همه‌جانبه را بهبود بخشید و در طول جنگ لبنان در سال ۱۹۸۲ و پیش از آن، توانایی خود را ثابت کرد و ۳۵ هواپیمای دشمن را نابود کرد. جمهوری خلق چین، تحت تأثیر عملکرد موفق پایتون-۳، نسخه‌ای از این موشک را تحت لیسانس اسرائیل و با. عنوان پی‌ال-۸، تولید کرد
پایتون-۴، نمونهٔ جدیدی بود که در اواسط دههٔ ۱۹۸۰، تولید شد و قابلیت هدایت موشک از طریق کلاه خلبان، به آن اضافه شد. در دهه ۱۹۹۰ رافائل توسعهٔ پایتون-۵ را آغاز کرد که به جستجوگر تصویری الکترواپتیکال پیشرفته با قابلیت قفل کردن موشک، پس از پرتاب، مجهز بود. این موشک جدید در سال ۲۰۰۳ در نمایشگاه هوایی پاریس به نمایش گذاشته شد و برای استفاده توسط جنگنده‌های اف-۱۵آی ("رعد") و اف-۱۶آی سوفا ("طوفان") در نظر گرفته شد.
گفته می‌شود که پایتون-۵ یک موشک همه‌جانبه است، به این معنی که می‌تواند بدون توجه به موقعیت هدف، نسبت به جهت و موقعیت هواپیمای شلیک‌کننده، به سمت هدف شلیک شود. این موشک می‌تواند پس از پرتاب، روی اهداف موردنظر قفل شود، حتی زمانی که اهداف، تا ۱۰۰ درجه از دید هواپیمای شلیک‌کننده فاصله داشته باشند.

## انواع

### شفریر-۱
شفریر-۱ در سال‌های ۱۹۵۹–۱۹۶۴ برای برآورده کردن نیازهای نیروی هوایی اسرائیل به یک موشک هوابه‌هوا ساخت داخل، توسعه یافت. هدف از این برنامه، تقویت توانایی‌های صنایع دفاعی داخلی و کاهش اتکا به واردات خارجی بود. ترس از وابستگی خارجی، بعداً در زمانی که فرانسه صادرات جنگ‌افزار به اسرائیل را ممنوع کرد، ثابت شد.
شفریر-۱ برای استفاده در جت‌های میراژ ۳ ساخت فرانسه در نظر گرفته شده بود. نخستین آزمایش‌ها در سال ۱۹۶۳ در فرانسه انجام شد. با این‌حال، عملکرد این موشک، به قدری ضعیف بود که بلافاصله کار روی نسخهٔ بهبودیافتهٔ بعدی، یعنی شفریر-۲ آغاز شد.
- طول: ۲۵۰ سانتی‌متر (۲٫۵ متر)
- دهانه: ۵۵ سانتی‌متر
- قطر: ۱۴ سانتی‌متر
- وزن: ۶۵ کیلوگرم
- هدایت موشک: آشیانه‌یابی فروسرخ
- کلاهک: ۱۱ کیلوگرم مواد منفجره (در نمونه‌های بعدی ۳۰ کیلوگرم)
- بُرد: ۵ کیلومتر

### شفریر-۲
شفریر-۲ با ۸۹ مورد سرنگونی هواپیماها در جنگ یوم کیپور در سال ۱۹۷۳ اعتبار یافت. این مدل، در مجموع عمر خدمتی خود، ۱۰۶ هواپیما را سرنگون کرد.
- طول: ۲۵۰ سانتی‌متر (۲٫۵ متر)
- دهانه: ۵۵ سانتی‌متر
- قطر: ۱۵ سانتی‌متر
- وزن: ۹۳ کیلوگرم
- هدایت موشک: آشیانه‌یابی فروسرخ
- کلاهک: ۱۱ کیلوگرم
- بُرد: ۵ کیلومتر

### پایتون-۳

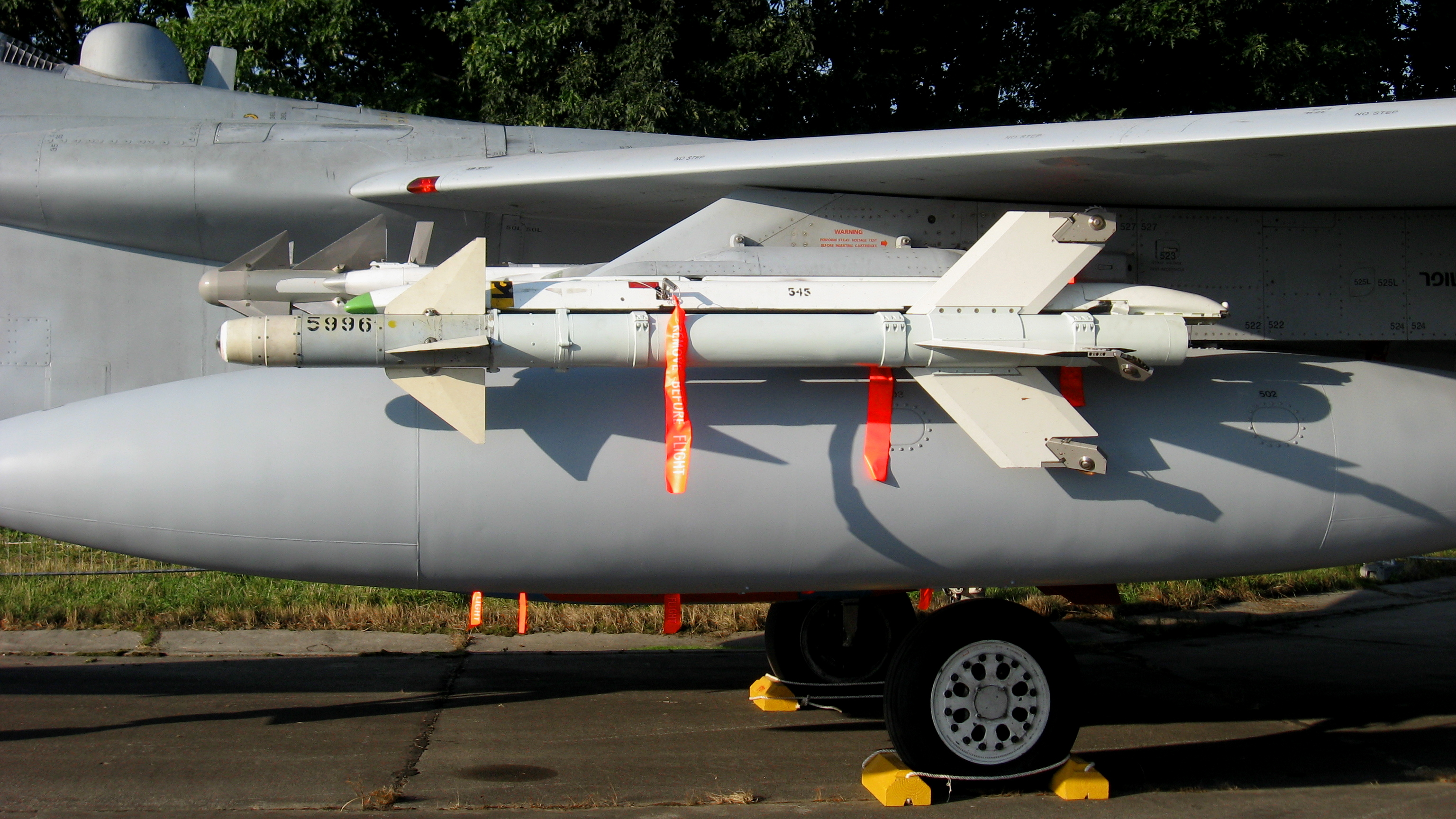
موشک پایتون-۳ زیر بال اف-۱۵ ایگل اسرائیلی.

پایتون-۳ یک موشک هوابه‌هوای بسیار بهبودیافته با توانایی حملهٔ همه‌جانبه، سرعت، بُرد و عملکردی بهتر است. این موشک، در طول جنگ لبنان در ۱۹۸۲ و پیش از آن، عملکرد خوبی داشت و ۳۵ مورد سرنگونی را به ثمر رساند (منابع دیگر ادعا می‌کنند ۵۰ مورد).
نیروی هوایی چین کاملاً تحت تأثیر این موشک قرار گرفت و هزینهٔ تولید تحت لیسانس این موشک را پرداخت کرد و در فاصلهٔ مارس ۱۹۸۸ تا آوریل ۱۹۸۹، انتقال فناوری به چین کامل شد و در بهار ۱۹۸۹، موشک ساخته‌شده در چین موسوم به پی‌ال-۸، گواهینامه دولتی دریافت کرد. تأمین‌کنندهٔ اصلی این موشک، کارخانهٔ ماشین‌آلات شرق شی‌آن، واقع در شی‌آن بود و همچنین گزارش شده‌است که چین یک سیستم دید روی کلاه خلبان (HMS) را برای این موشک توسعه داده‌است.
- طول: ۲۹۵ سانتی‌متر
- دهانه: ۸۰ سانتی‌متر
- قطر: ۱۶ سانتی‌متر
- وزن: ۱۲۰ کیلوگرم
- هدایت موشک: آشیانه‌یابی فروسرخ
- کلاهک: ۱۱ کیلوگرم، فیوز مجاورتی فعال
- بُرد: ۱۵ کیلومتر
- سرعت: ۳٫۵ ماخ

### پایتون-۴

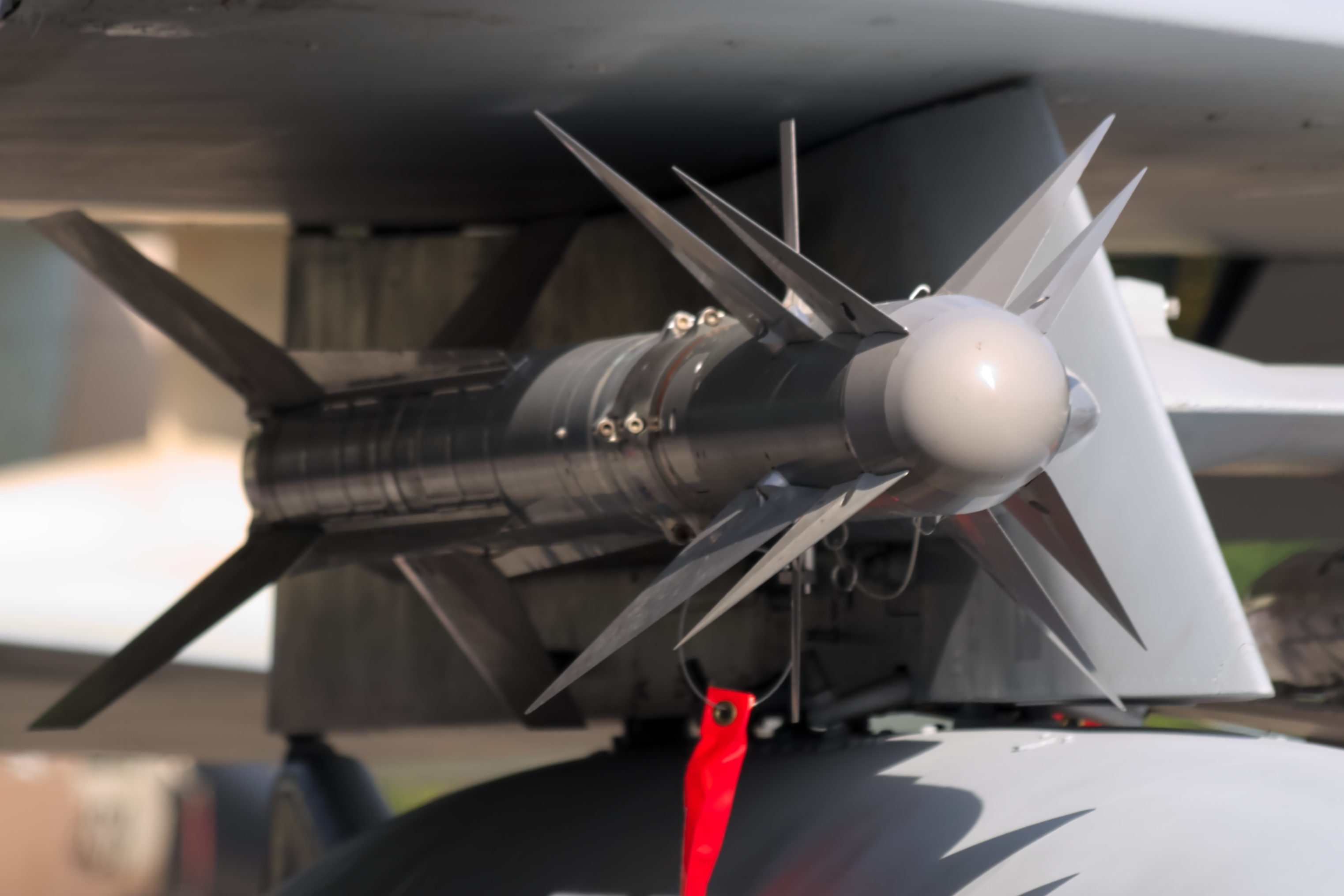
موشک پایتون-۴ زیر بال یک اف-۱۵دی

پایتون-۴ یک موشک هوابه‌هوای نسل چهارم با قابلیت حملهٔ همه‌جانبه، همراه با سیستم دید روی کلاه خلبان (HMS) است. این موشک در دهه ۱۹۹۰ وارد خدمت شد و بر پایهٔ گزارش‌ها، جستجوگر موشک از فناوری آرایهٔ دوباندی فعال، مشابه موشک استینگر ایالات متحده (فروسرخ و فرابنفش) با قابلیت IRCCM (IR ECCM) برای کاهش تابش فروسرخ، برای کاهش اثربخشی پرتاب شراره توسط جنگنده‌های دشمن استفاده می‌کند.
- طول: ۳۰۰ سانتی‌متر
- دهانه: ۵۰ سانتی‌متر
- قطر: ۱۶ سانتی‌متر
- وزن: ۱۲۰ کیلوگرم
- هدایت موشک: آشیانه‌یابی فروسرخ
- کلاهک: ۱۱ کیلوگرم، فیوز مجاورتی لیزری فعال به‌همراه فیوز ضربه‌ای پشتیبان
- بُرد: ۱۵ کیلومتر
- سرعت: ۳٫۵ ماخ یا بیشتر

### پایتون-۵

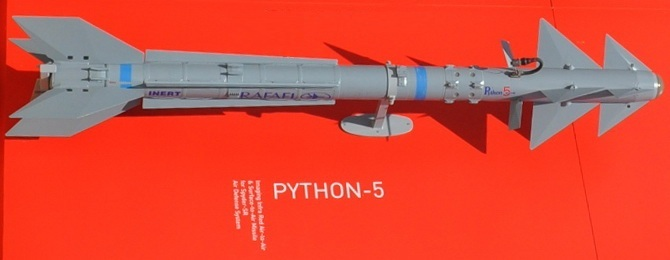
پایتون-۵، آخرین عضو از خانواده موشک‌های پایتون

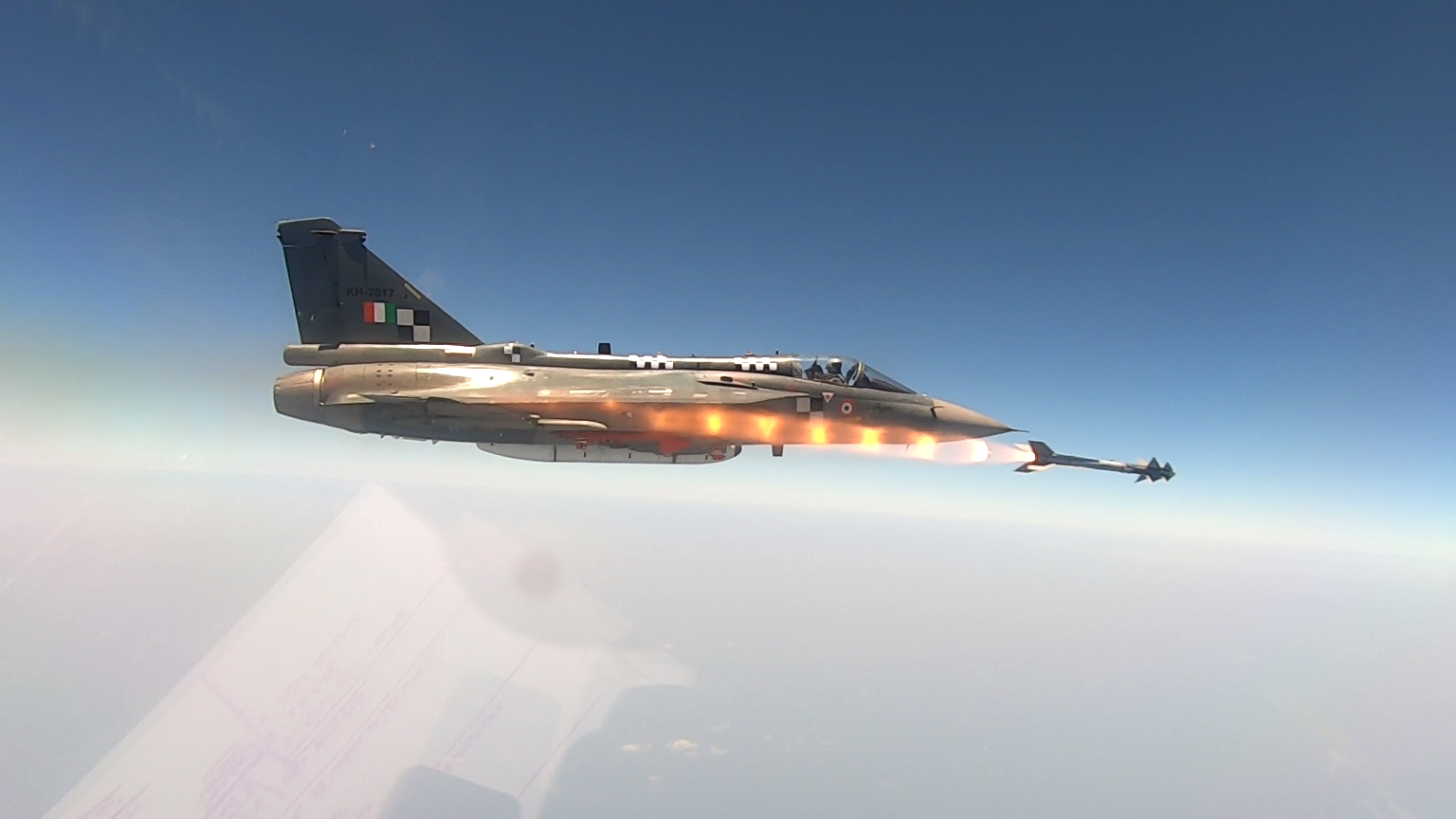
شلیک یک پایتون-۵ از جنگندهٔ هال تجاس نیروی هوایی هند

پایتون-۵ در حال حاضر تواناترین موشک هوابه‌هوای موجود در نیروهای دفاعی اسرائیل و یکی از پیشرفته‌ترین آن‌ها در جهان است. این موشک به‌عنوان یک موشک با بُرد فرابصری، قادر به قفل کردن پس از پرتاب (LOAL) است و توانایی شلیک از هر جهت (از جمله عقب) را دارد. این موشک دارای یک جستجوگر پیشرفته است که شامل یک جستجوگر فروسرخ الکترواپتیکال و هدایت تصویر فروسرخ است که منطقهٔ هدف را برای یافتن هواپیماهای متخاصم، اسکن می‌کند و در ادامه، بر روی آن قفل می‌کند. پایتون-۵ نخستین بار در جنگ اسرائیل و لبنان در سال ۲۰۰۶ و برای انهدام دو پهپاد ابابیل ساخت ایران در خدمت حزب‌الله لبنان توسط یک اف-۱۶ اسرائیلی، مورد استفاده قرار گرفت.
در ۱۳ مه ۲۰۲۱ نیز یک هواپیمای اف-۱۶ اسرائیلی، یک پهپاد انتحاری شهاب را با استفاده از موشک هوابه‌هوای پایتون-۵ سرنگون کرد.
- طول: ۳۱۰ سانتی‌متر
- دهانه: ۶۴ سانتی‌متر
- قطر: ۱۶ سانتی‌متر
- وزن: ۱۰۵ کیلوگرم
- هدایت موشک: آشیانه‌یابی فروسرخ، تصویربرداری الکترواپتیکال
- کلاهک: ۱۱ کیلوگرم
- بُرد: بیش از ۲۰ کیلومتر
- سرعت: ۴ ماخ

## سایر انواع توسعه‌یافتهٔ پایتون

### دِربی

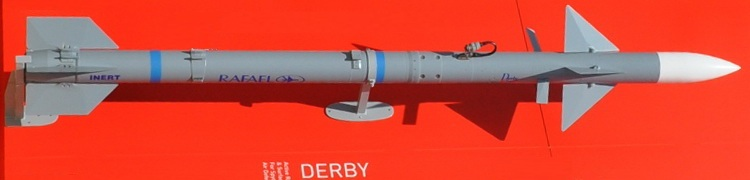
موشک دِربی

موشک دِربی که با نام آلتو نیز شناخته می‌شود، یک موشک میان‌برد BVR (حدود ۵۰ کیلومتر) با آشیانه‌یابی راداری فعال است. دِربی اگرچه از نظر فنی، بخشی از خانوادهٔ «پایتون» نیست، اما این موشک یک نسخهٔ بزرگ‌شده از پایتون-۴ با آشیانه‌یابی راداری فعال است.
- طول: ۳۶۲ سانتی‌متر
- دهانه: ۶۴ سانتی‌متر
- قطر: ۱۶ سانتی‌متر
- وزن: ۱۱۸ کیلوگرم
- هدایت موشک: آشیانه‌یابی راداری فعال
- کلاهک: ۲۳ کیلوگرم
- بُرد: حدود ۵۰ کیلومتر
- سرعت: ۴ ماخ

#### آی-دِربی ئی‌آر
در ژوئن ۲۰۱۵، رافائل تولید این نسخه را تأیید کرد. در این نسخه، برد موشک دِربی به ۵۴ مایل دریایی (۶۲ مایل؛ ۱۰۰ کیلومتر) افزایش یافته‌است. این موشک، پس از توقف تولید «پایتون-۶» مبتنی بر موشک فلاخن داوود و جهت تولید موشکی با بُرد بیشتر از دربی توسعه یافت.
در ماه مه ۲۰۱۹، گزارش شد که هند قصد دارد جنگنده‌های سوخو-۳۰اِم‌کِی‌آی خود را به موشک‌های آی-دربی مسلح کند تا جایگزین موشک‌های ویمپل آر-۷۷ شوند. این موشک، پیش از این و در سال ۲۰۱۸، برای جنگنده‌های هال تجاس نیروی هوایی هند نیز انتخاب شده بود.

### اسپایدر (SPYDER)

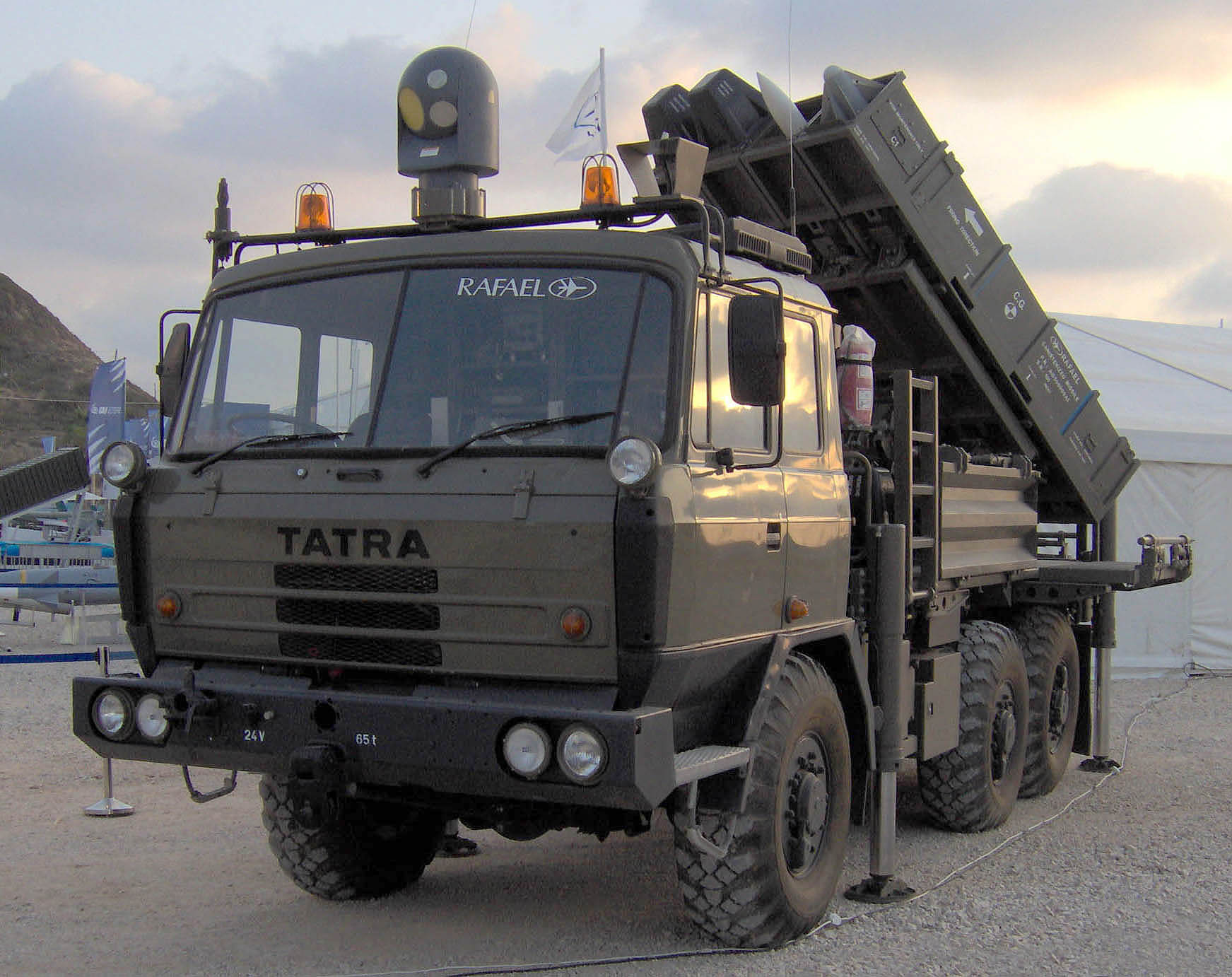
یک واحد پرتاب موشک اسپایدر

اسپایدر (SPYDER: Surface-to-air PYthon and DERby) یک سیستم پیشرفتهٔ پدافند هوایی زمین‌پایه است که با ایجاد تغییرات و ترکیب پایتون-۵ و دِربی، توسط شرکت رافائل ساخته شده‌است.

## کاربران

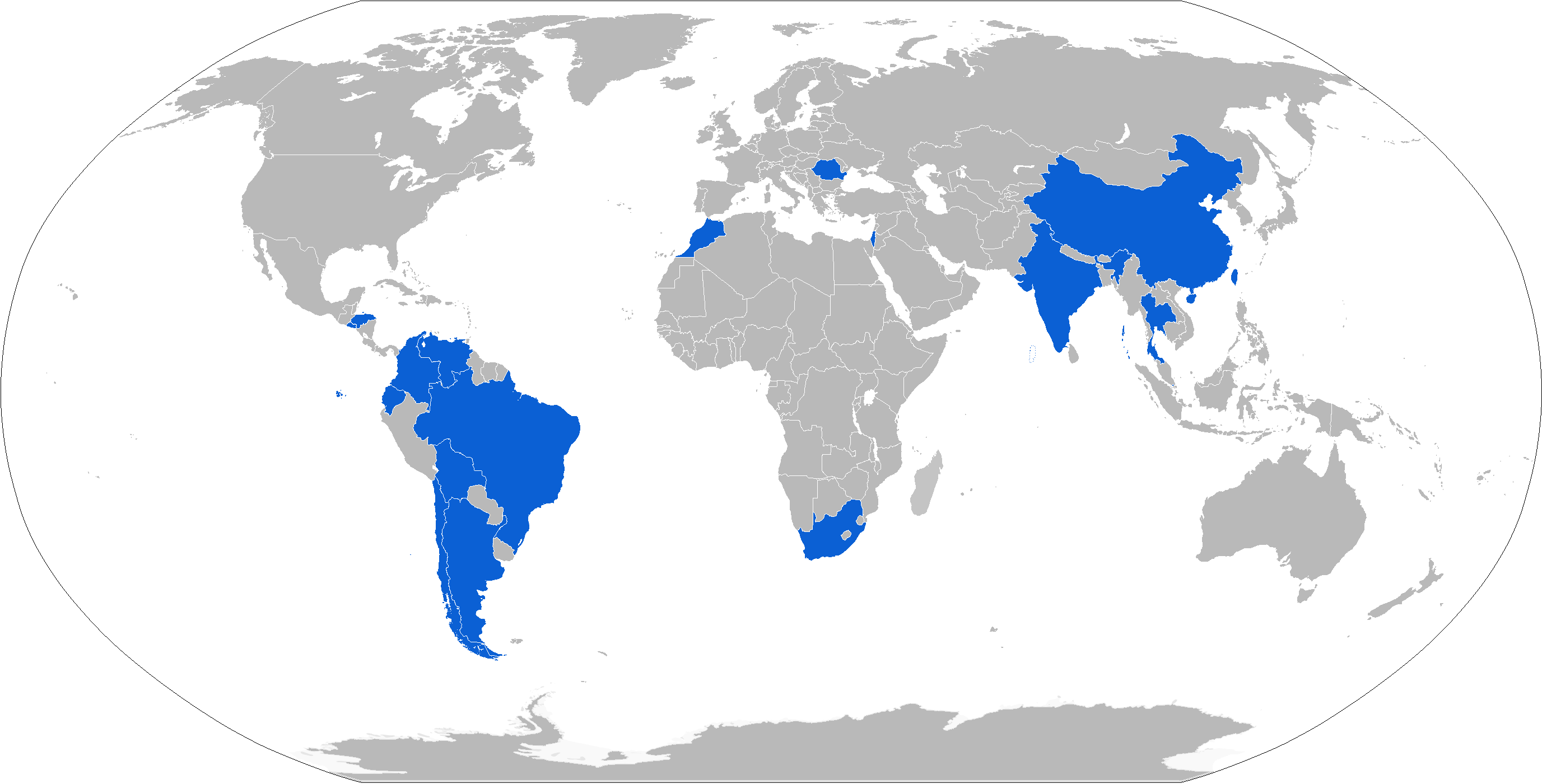
نقشهٔ کاربران پایتون به رنگ آبی

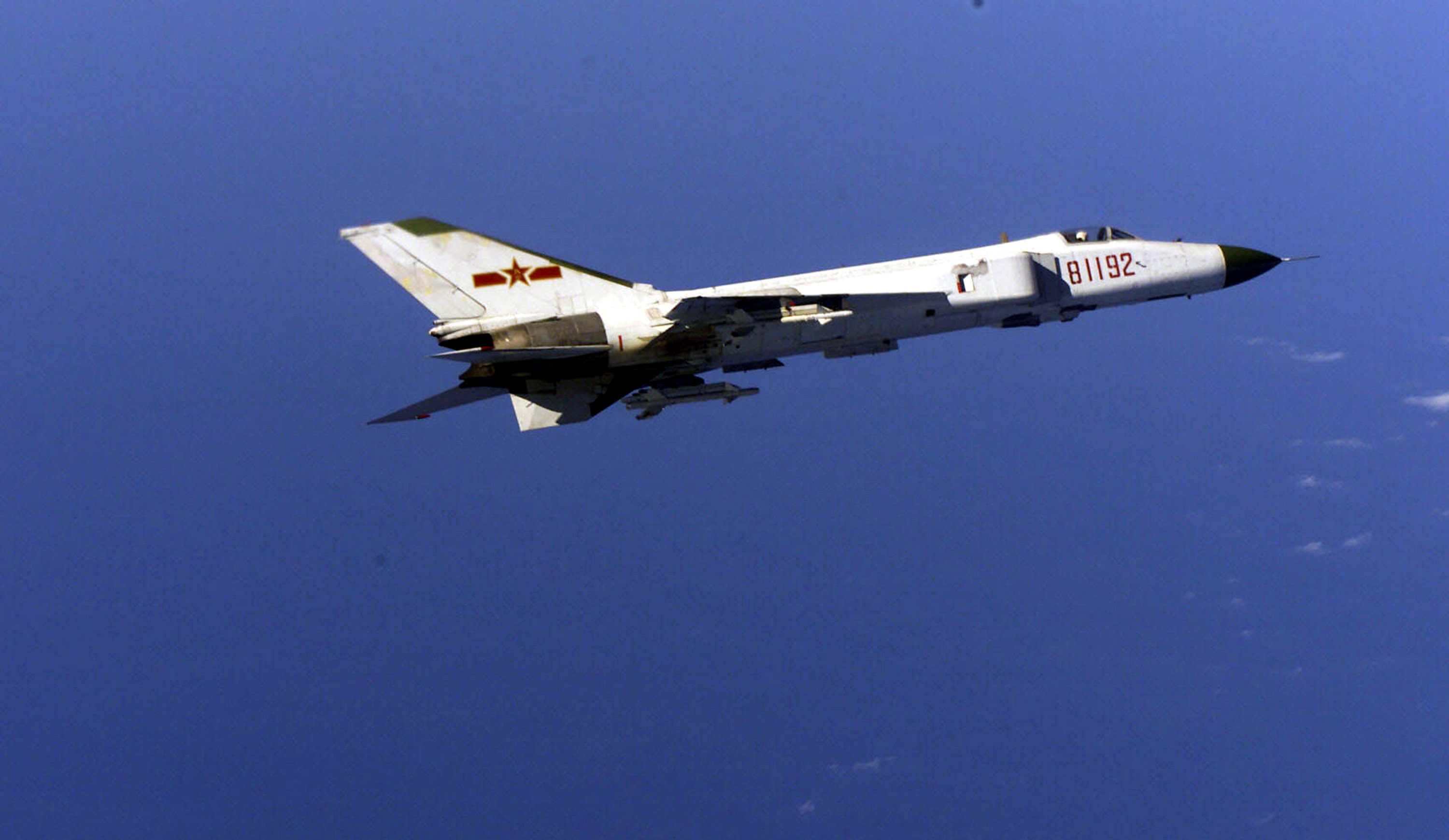
دو موشک پی‌ال-۸ چینی در یک هواپیمای رهگیر جی-۸ متعلق به نیروی دریایی چین

### کاربران کنونی
- آرژانتین - شفریر-۲ (۳۵۰ موشک، تحویل ۱۹۸۱)
- بولیوی - پایتون-۳.[۱۸]
- برزیل - پایتون-۳ (۴۰۰ موشک، تحویل سال ۲۰۰۱)، پایتون-۴ و دربی (هر کدام ۲۰۰ موشک، همگی تحویل سال ۲۰۱۱).[۱۹][۱۹]
- شیلی - شفریر-۲ (۵۰ موشک، تحویل ۱۹۷۸)، پایتون-۳ (۱۲۰ موشک، تحویل ۱۹۹۷)، پایتون-۴ (۲۸۰ موشک، تحویل ۲۰۱۱) و دربی (۶۰ موشک، تحویل ۲۰۰۳).
- جمهوری خلق چین - پایتون-۳ (۳٬۰۰۰ موشک، تحویل ۱۹۸۳، با عنوان پیلی-۸ یا پی‌ال-۸).[۲۰][۱۹]
- کلمبیا - شفریر-۲ (۸۰ موشک، تحویل ۱۹۸۹)، پایتون-۳/۴ (هر کدام ۷۵ موشک، همه تحویل سال ۲۰۰۵)، پایتون-۵ (۱۰۰ موشک، تحویل سال ۲۰۱۱) و دربی (۴۰ موشک، تحویل سال ۲۰۱۰).
- اکوادور – شفریر-۲ (۷۵ موشک، تحویل ۱۹۸۴)، پایتون-۳/پایتون-۴ (۶۰ موشک، تحویل ۱۹۹۶)، پایتون-۵ (۵۰ موشک، تحویل ۲۰۰۱) و دِربی (۶۰ موشک، تحویل ۲۰۰۳).
- السالوادور – شفریر.[۲۱]
- گرجستان - موشک‌های پایتون-۵ و دِربی به‌عنوان بخشی از سیستم اسپایدر تحویل داده شد.[۲۲]
- هندوراس - شفریر-۲ (۱۰۰ موشک، تحویل ۱۹۷۸).
- هند – پایتون-۴ و پایتون-۵ (۱۰۰ موشک، تحویل سال ۲۰۰۷) و دِربی.
- اسرائیل – شفریر-۱/۲، پایتون-۴ و پایتون-۵، (کاربر اصلی، با عنوان زِفیر).
- فیلیپین - پایتون-۵ و دربی با تقویت‌کنندهٔ موشک جامد (بخشی از سیستم دفاع هوایی اسپایدر).[۲۳]
- رومانی – پایتون-۳.[۲۴]
- سنگاپور – پایتون-۴ (۶۰۰ موشک، تحویل سال ۲۰۰۴).
- آفریقای جنوبی – پایتون-۳ (با عنوان وی۳اِس اِسنِیک، تحویل سال ۱۹۸۹ و بازنشسته در آوریل ۲۰۰۸)، دِربی (با عنوان آر-دارتر یا وی۴).[۲۵]
- جمهوری چین (تایوان) - شفریر-۲ (۴۵۰ موشک، تحویل ۱۹۷۷).
- تایلند - پایتون-۴ (۴۰۰–۵۰۰ موشک، تحویل ۱۹۹۰).
- ویتنام - پایتون-۵ و دربی (هر کدام ۳۷۵ موشک، تحویل سال ۲۰۱۸ به عنوان بخشی از سیستم اسپایدر).
- ونزوئلا - پایتون-۴ (۵۴ موشک، تحویل ۲۰۰۴).[۱۹]